# Erste Liga (Kasachstan) 2000
Die Erste Liga 2000 war die sechste Spielzeit der zweithöchsten kasachischen Spielklasse im Fußball der Männer.

## Modus
Sieben Mannschaften spielten in dieser Saison. Aus der Gruppe West qualifizierten sich die drei besten, aus der Gruppe Zentrum der Erste für die Endrunde. Die zwei ersten Teams stiegen in die Oberste Liga auf.

## 1. Runde

### Gruppe West
| Pl. | Verein           | Sp. | S | U | N | Tore    | Diff. | Punkte |
| --- | ---------------- | --- | - | - | - | ------- | ----- | ------ |
| 1.  | FK Aqtöbe-Lento  | 8   | 6 | 0 | 2 | 016:500 | +11   | 18     |
| 2.  | Aqschajyq Atyrau | 8   | 6 | 0 | 2 | 017:800 | +9    | 18     |
| 3.  | Mangystau Aqtau  | 8   | 5 | 1 | 2 | 019:900 | +10   | 16     |
| 4.  | FK Batys Oral    | 8   | 1 | 1 | 6 | 003:170 | −14   | 04     |
| 5.  | Ferro Aqtöbe     | 8   | 1 | 0 | 7 | 007:230 | −16   | 03     |

Platzierungskriterien: 1. Punkte – 2. Siege – 3. Direkter Vergleich (Punkte, Tordifferenz, geschossene Tore) – 4. Tordifferenz – 5. geschossene Tore

### Gruppe Zentrum
| Pl. | Verein                  | Sp. | S | U | N | Tore    | Diff. | Punkte |
| --- | ----------------------- | --- | - | - | - | ------- | ----- | ------ |
| 1.  | Nascha Kampanija Astana | 2   | 2 | 0 | 0 | 008:500 | +3    | 06     |
| 2.  | Traktor Pawlodar        | 2   | 0 | 0 | 2 | 005:800 | −3    | 0      |

Platzierungskriterien: 1. Punkte – 2. Siege – 3. Direkter Vergleich (Punkte, Tordifferenz, geschossene Tore) – 4. Tordifferenz – 5. geschossene Tore

## Endrunde
| Pl. | Verein                  | Sp. | S | U | N | Tore    | Diff. | Punkte |
| --- | ----------------------- | --- | - | - | - | ------- | ----- | ------ |
| 1.  | FK Aqtöbe-Lento         | 3   | 2 | 0 | 1 | 004:100 | +3    | 06     |
| 2.  | Mangystau Aqtau         | 3   | 1 | 2 | 0 | 001:000 | +1    | 05     |
| 3.  | Nascha Kampanija Astana | 3   | 1 | 1 | 1 | 003:400 | −1    | 04     |
| 4.  | FK Batys Oral           | 3   | 0 | 1 | 2 | 002:500 | −3    | 01     |

Platzierungskriterien: 1. Punkte – 2. Siege – 3. Direkter Vergleich (Punkte, Tordifferenz, geschossene Tore) – 4. Tordifferenz – 5. geschossene Tore